# رامز الزاغة
رامز الزاغة (1914-1982) موسيقي فلسطيني ولد في القدس، تعلم العزف منذ الصغر، وعرف الكثير من التراث التقليدي العربي.عمل في الإذاعة الأردنية في رام الله عام 1949، ثم انتقل إلى مقرها في عمان عام 1959، وتمت إعادة تعيينه ملحن وعازف عود، امتدت شهرته إلى الوطن العربي حيث رافق عدداً من كبار الفنانين العرب أمثال سميرة توفيق ووديع الصافي، وقام بجولات فنية كثيرة، وتحول إلى نجم كبير في عالم الموسيقى في المنطقة. توفي عن عمر ناهز الثامنة والسبعين عاماً بعد أن أثرى المكتبة الموسيقية الأردنية بمجموعة كبيرة من التسجيلات والألحان.

## حياته الفنية
تعلم الزاغة منذ نعومة أظافره الإيقاع الصحيح والموسيقى الأصلية، وتلقى تعليمه من بعض الموسيقين حتى احترف وبدأ ينشط في الفن الشعبي، وبدأ مسيرته الفنية بالعزف والتلحين عند انتسابه للفرقة الموسيقية التابعة للإذاعة الفلسطينية واستمر فيها حتى وقوع النكبة. لم يكتف الزاغة بقدراته الموسيقية على نفسه وبدأ بمساعدة الفنانين الشباب وكان له الفضل في تخريج عدد كبير منهم والذين أصبح لهم شأن كبير في الساحة الفنية، وزاد على ذلك امتلاكه عود خاص تم صنعه في العراق عام 1970 وتميز به، ومعروض حالياً ضمن مقتنيات بيت الفن. أصبح دائم الحضور والتألق في الحفلات الإذاعية والتلفزيونية، وشارك في عدة مهرجانات منها مهرجان جرش للفنون والثقافة، ولحن للكثير من الفنانين الأردنيين أمثال إسماعيل خضر وسلوى العاص وسامي الشايب.